# Chiesa di San Vincenzo (Genova)
La chiesa di San Vincenzo è una delle più antiche chiese cristiane di Genova. Situata nel quartiere omonimo (San Vincenzo), venne intitolata a san Vincenzo di Saragozza che patì il martirio nel 304, sotto Diocleziano e Massimiano.
La chiesa di San Vincenzo venne edificata nel 1059, nel territorio allora della Domoculta di Santo Stefano. Il suo territorio parrocchiale comprendeva, prima del 1835 204 case, abitate in prevalenza da ceti artigiani.
All'inizio del XVIII secolo la piccola chiesa romanica fu ricostruita, essendo l'edificio medioevale ormai troppo piccolo per il quartiere, incluso nelle Mura Nuove.
In questo periodo infatti - a quanto si sa - per ascoltare la messa i fedeli erano costretti a sostare sul sagrato, all'aperto, mancando spazio all'interno. Ma neppure con il rifacimento dell'edificio le dimensioni erano sufficienti rispetto al numero di abitanti del quartiere, per cui parte dei suoi parrocchiani passarono alla allora costituenda parrocchia del borgo Incrociati.
Soprattutto per questo motivo all'inizio dell'Ottocento il cardinale arcivescovo Giuseppe Maria Spina, che fu anche segretario di Stato di papa Pio VI, trasferì il titolo parrocchiale alla vicina chiesa di N.S. Della Consolazione, la chiesa degli Agostiniani trasferiti da Artoria, di dimensioni grandiose sia pure non del tutto ultimata costruzione. Questa nuova chiesa assunse nel corso del secolo il titolo e l'eredità della vecchia chiesa di San Vincenzo.
Costituita da un edificio a navata unica, la chiesa alla fine dalla sua esistenza aveva solo cinque altari, benché in passato dovessero essere di più. Dovevano essere sicuramente di troppo se nel 1582, all'epoca delle visite inviate nel clima della Controriforma, volte a funzionalizzare e ad uniformare il culto ai dettami stabiliti dalla Chiesa, quando venne a Genova come visitatore apostolico monsignor Francesco Bossi (vescovo di Novara), che ordinò di demolire tutti gli altari escluso quello principale e i due intitolati a san Nicolò ed ai santi Pietro e Paolo.
Le opere d'arte esposte nella chiesa erano di vari autori, tra i quali spiccavano Pasquale Bocciardo, Agostino Ratti, Giovan Battista Santacroce, Francesco Schiaffino e Lazzaro Tavarone.
Il Ratti, oltre ad essere tra gli artisti che avevano ornato la chiesa, nel 1775 vi veniva sepolto.
Tra gli altri sepolcri vi era quello di Bartoloni Maroni di Reggio, l'arcivescovo che aveva consacrato la chiesa nel 1233.
Furono qui battezzati Francesco Giscardi, memorialista che apparteneva alla congregazione dell'oratorio di San Filippo, la beata Virginia Centurione Bracelli, fondatrice del vicino istituto delle Brignoline, e il doge Lorenzo De Mari, in carica dal 1744 al 1746.
Durante l'epidemia di peste del 1656-1657, assistendo i malati, vi morirono contagiati il reverendo Strato e il curato Bartolomeo Binasco.
Nel 1751 rettore della chiesa era il reverendo Giulio Ravenna che, dopo essere stato consultore del Sant'Ufficio e rettore dell'Università divenne vescovo di Aleria in Corsica.
Tra le reliquie vi era conservato un dito e la testa di san Vincenzo. Quest'ultima era stata posseduta dal cardinale Adriano Fieschi; nel 1858 era passata ai padri crociferi di san Camillo che, nel 1873, l'avevano donata alla chiesa vincenziana.
La chiesa, perduto il titolo parrocchiale, venne infine ceduta al demanio che vi insediò guarnigioni militari. Fu allora profondamente modificata dall'architetto Giovanni Battista Resasco, succeduto nel ruolo di architetto civico a Carlo Barabino, dei cui progetti fu prosecutore.
Resasco rimodellò l'edificio in termini tardo-neoclassici. Lasciò le murature dei prospetti laterali (tanto che nel vicoletto accanto alla ex chiesa, poi palazzina degli Ufficiali, si nota una inconsueta scansione della linea di tetto, dovuta al fronte delle precedenti cappelle con tetto a pendenza); la più modificata fu la facciata, ed in essa venne impostato un basamento in bugnato nella parte inferiore ed un ordine colonnato gigante di incorniciatura per i piani superiori, chiusi alla linea di colmo con un cornicione orizzontale. L'interno venne soppalcato per ricavare gli ambienti consoni alla nuova funzione.
Nella vecchia chiesa trasformata in palazzina di rappresentanza, ebbe la prima sede il Genio civile e, successivamente, il Tribunale militare. L'ultima destinazione, ancora attuale, è quella di sede del Circolo ufficiali del presidio.